# San Antonio (San Pedro, Jujuy)
San Antonio es una localidad argentina ubicada en el Departamento San Pedro de la Provincia de Jujuy. Presenta el aspecto de una isla rodeado de cañaverales, 6 km al este de la ciudad de San Pedro de Jujuy; es propiedad el Ingenio La Esperanza llevándose a cabo en ella actividades agrícolas. Lleva el nombre del religioso Antonio de Padua, a quien está dedicado el templo católico del lugar.
Cuenta con una escuela primaria N 125 Zafra. En 2012 la concesionaria del Ingenio La Esperanza instaló aquí provisoriamente sus oficinas ante un conflicto en la planta.